# فراشناخت
فراشناخت (به انگلیسی: Metacognition) در روان‌شناسی واژه‌ای است که به صورت «شناخت‌شناسی» یا «دانستنِ دانستن» یا «شناخت دربارهٔ شناخت» تعریف شده‌است. تأملی که انسان بر روی فرایندهای ذهنی خود می‌کند و اندیشیدن دربارهٔ تفکر را فراشناخت می‌نامند. این مفهوم از مفاهیم نظریه ذهن به‌شمار می‌آید، که به صورت عمومی دارای دو مؤلفه است: یکی دانش دربارهٔ شناخت، و دیگری قاعده بخشیدن به شناخت. کودک انسان تا پیش از دبستان هنوز مجهز به فراشناخت نیست و توانایی درکِ نظر و افکار و احساسات دیگران را ندارد، از چهار سالگی به بعد است که می‌فهمد که افکار و باورهای دیگران بر رفتارش تأثیر می‌گذارد و این‌که حتی ممکن است آن‌ها از واقعیت به دور نیز باشد. بیماران مبتلا به اوتیسم فاقد نظریه ذهن می‌باشند، آدم‌ها را به مانند هر نوع شی دیگری می‌بینند، در نتیجه به دنیای درون خود پناه می‌برند. فراشناخت را می‌توان به سه حیطه دانش فراشناختی (به انگلیسی: Metacognitive knowledge)، تجربه‌های فراشناختی (به انگلیسی: Metacognitive experiences) و راهبردهای فراشناختی (به انگلیسی: Metacognitive strategies) تقسیم کرد. دانش فراشناختی به باورها و نظریه‌هایی گفته می‌شود که افراد دربارهٔ تفکر خود دارند. تجربه‌های فراشناختی شامل ارزیابی‌ها و احساس‌هایی است که افراد در موقعیت‌های مختلف دربارهٔ وضعیت روانی خود دارند و راهبردهای فراشناختی پاسخهایی هستند که برای کنترل و تغییر تفکر به کار گرفته می‌شوند و به خودتنظیمی هیجانی و شناختی کمک می‌کنند.